# East Rudham
 (juillet 2023).
Pour l’article homonyme, voir West Rudham.
East Rudham est une paroisse civile et un village du Norfolk, en Angleterre.